# Max Denbigh
Max Denbigh of kortweg C is een personage uit de James Bondfilm Spectre.
Denbigh verschijnt in het begin van Spectre als baas van MI5. Hij regelt een fusie tussen MI6 en MI5, waardoor de geheime spionagedienst overbodig wordt. Denbigh wil de steun van negen landen, maar krijgt een tegenstem van Zuid-Afrika waardoor de vergadering naar een ander tijdstip wordt verplaatst.
Later in de film wordt duidelijk dat C een handlanger is van Ernst Stavro Blofeld en lid is van SPECTRE. Via de fusie wil hij meer macht voor de terroristische organisatie. Doordat James Bond en Madeleine Swann kunnen ontsnappen uit het bolwerk van Blofeld, wordt M op de hoogte gebracht van de activiteiten van C. In een confrontatie tussen M en C wil C M doodschieten, maar zijn kogels zijn reeds daarvoor uit zijn pistool gehaald door M. Er ontstaat een gevecht, waarbij C door M uit het raam wordt geduwd en overlijdt.

## Trivia
Een passend tintje aan C's dood is dat hij viel, net zoals Andrew Scott's beruchte personage Moriarty in de BBC-televisie Sherlock.